# Анастасія Петрівна Коробочка
Коробочка - персонаж поеми М. В. Гоголя «Мертві душі»; поміщиця, з якою Павло Іванович Чичиков веде торги з приводу скуповування душ померлих селян. До образу Коробочки зверталися художники Петро Боклевський  Олександр Агін та інші.

## Образ у екранізаціях
- 1960 - Анастасія Зуєва
- 1984 - Тамара Носова
- 2005 - Олена Галібіна
- 2020 - Олена Коренєва